# رار (فلم)
الهدير (بالإنجليزية: Roar)، فيلم مغامرات كوميدي 1981 تم تصويره لأول مرة في كاليفورنيا، والقارة الأفريقية سنة 1977، كلفت ميزانيته حوالي 17 مليون دولار .  تدور أحداثه حول هانك، عالم الطبيعة الذي يعيش في محمية طبيعية في أفريقيا مع الأسود والنمور والقطط الكبيرة الأخرى. عندما تزوره عائلته، يواجهون بدلاً من ذلك مجموعة من الحيوانات. الفيلم من بطولة مارشال في دور هانك، وزوجته الحقيقية تيبي هيدرين في دور زوجته مادلين، مع ابنة هيدرين ميلاني جريفيث وأبناء مارشال جون وجيري مارشال في الأدوار الداعمة.